# 古多

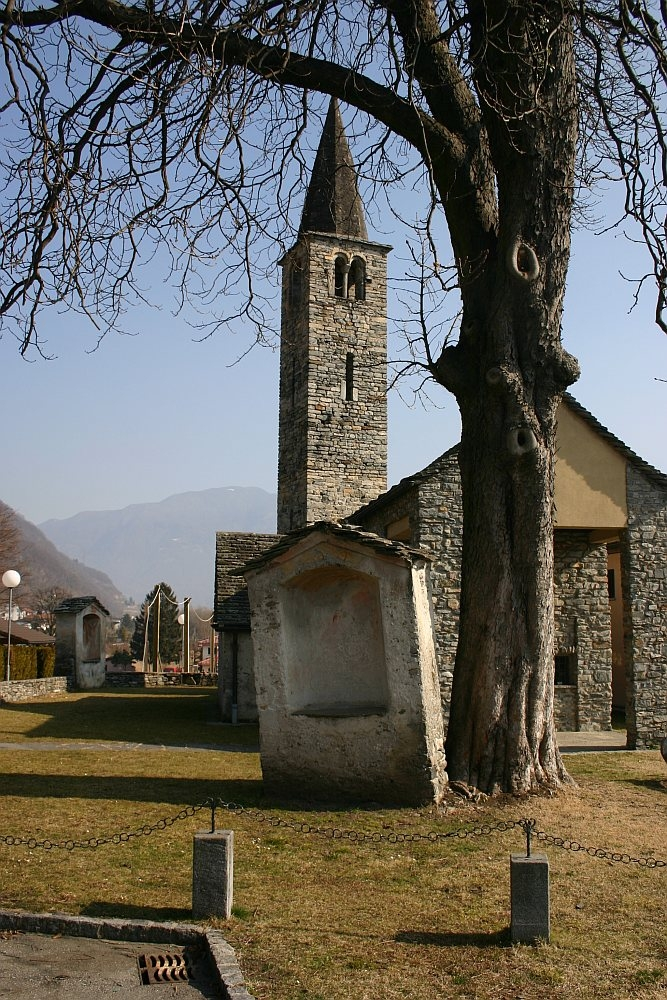

古多是瑞士的城鎮，位於該國南部，由提契諾州負責管轄，面積9.94平方公里，海拔高度232米，2011年人口770，七成半人口信奉羅馬天主教，人口密度每平方公里77人。

## 外部連結
- Official website （页面存档备份，存于） （意大利文）